# Береке (Мактааральский район)
Береке (каз. Береке, до 2001 г. — имени Октябрьской революции) — село в Мактааральском районе Туркестанской области Казахстана. Входит в состав Мактааральского сельского округа. Находится примерно в 13 км к востоку от районного центра, города Жетысай. Код КАТО — 514477780.

## Население
В 1999 году население села составляло 1581 человек (772 мужчины и 809 женщин). По данным переписи 2009 года, в селе проживало 1712 человек (853 мужчины и 859 женщин).